# Talutmauer
Eine Talutmauer (von französisch talutage „Verdachung“) ist eine Mauer mit einem kleinen, vorspringenden Dach, um die angebrachten Obstspaliere von oben zu schützen und durch die in der Mauer gespeicherten Sonnenstrahlen länger zu wärmen. Zur Verbesserung des sowieso schon günstigen Mikroklimas und zur Verlängerung der Reifezeit können vor die Talutmauer Glasscheiben vorgestellt werden. An Talutmauern können in nördlicheren Regionen reifere Früchte geerntet beziehungsweise klimaempfindliche Edelobstsorten überhaupt erst angebaut werden. Talutmauern wurden häufig für den Weinbau eingesetzt. Als Talutanlage wird ein System aus mehreren Talutmauern bezeichnet.

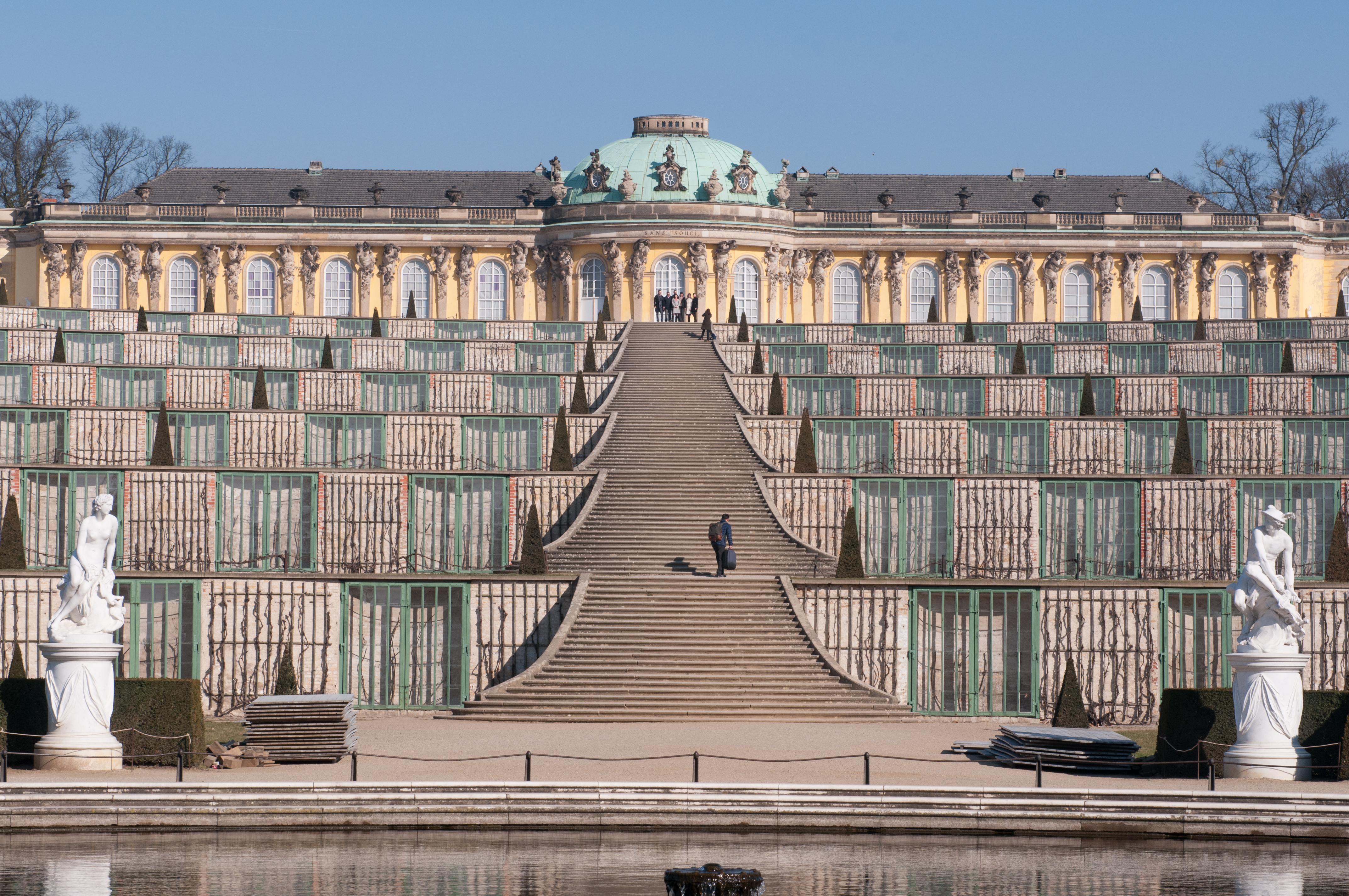
Talutmauern vor Sanssouci

Talutmauern sind aus Schloss Sanssouci in Potsdam, den Herrenhäuser Gärten in Hannover, Schloss Friedrichshof in Kronberg im Taunus sowie aus der Wilhelma in Stuttgart bekannt. Im Radebeuler Stadtteil Zitzschewig auf dem Weinberg Krapenberg steht die als einzige in Deutschland noch fast vollständig erhaltene Talutanlage (Krapenberg), eine aus sechs Talutmauern bestehende Anlage mit fünf Quartieren zum witterungsgeschützten Anbau von Weintrauben. Sie gehört zur Weinbaulage Radebeuler Johannisberg.